# アイアムアヒーロー
『アイアムアヒーロー』（I Am a Hero）は、花沢健吾による日本の漫画。『ビッグコミックスピリッツ』（小学館）において、2009年22・23合併号から2017年13号まで連載された。2016年には野木亜紀子脚本で映画化された。2021年には電子書籍版（完全版）において最終回後の話（265話）が書き起こされた。

## 概要

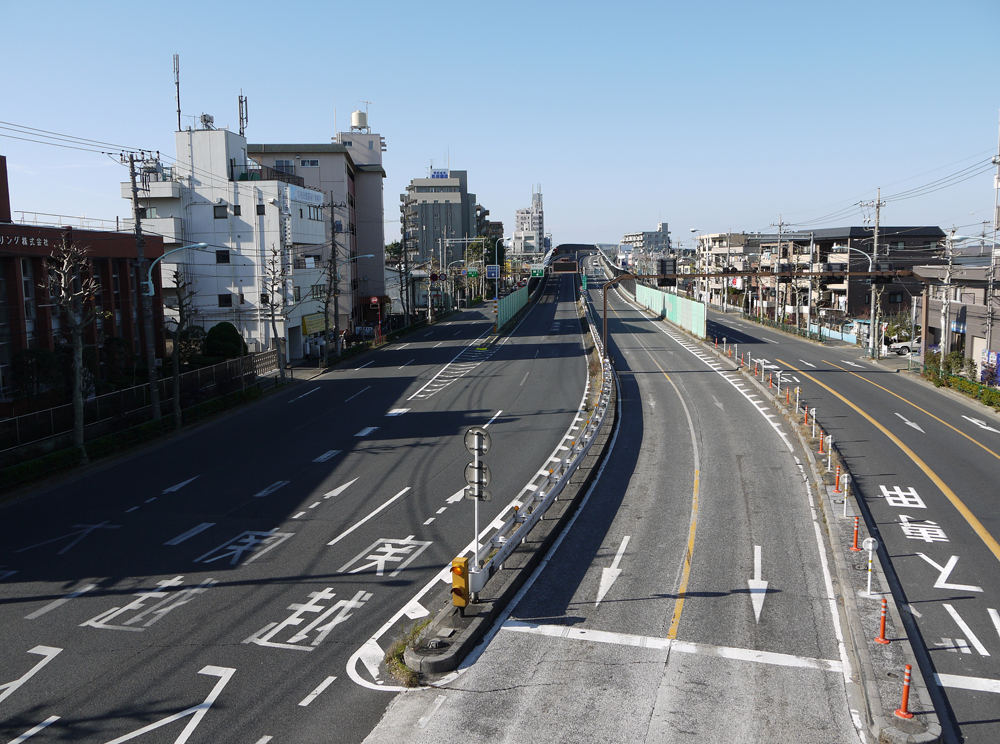
物語序盤のモデルとなった三原台一丁目陸橋から見た関越自動車道方面の眺望

謎の感染症によって平凡な日常が崩壊する模様を描いたSFホラー漫画。当作品は「生ける死体」を題材とした作品ジャンルの一つではあるが、プロローグ部分として単行本ほぼ一巻分を主人公の日常シーン描写に割いており、連載当初はどういったテーマの漫画なのか分からずよくある日常系の作品と思われていた。
第一巻の半分を過ぎたあたりから徐々に日常が壊れていく様子が描かれ始め、パンデミック後も「日常性の崩壊」と「災害」が仔細かつ淡々と描かれる。さらに主人公を始め様々な形で「これまでの社会に劣等感を抱いていた者」を中心として、不条理に対する人々の行動へスポットを当てている。
マンガ大賞2010で4位、マンガ大賞2011で3位。第58回（平成24年度）小学館漫画賞一般向け部門受賞。2021年11月時点で累計発行部数は830万部を突破している。
2016年に実写映画が公開。制作発表時には、作中の感染者を表すZQNが「ゾンビ」だと表現された。

## あらすじ
プロローグ
主人公・鈴木英雄は、冴えない35歳の漫画家。デビュー作は連載開始から半年で早々と打ち切りに遭い、借金まで背負いアシスタントとして働きつつ再デビューを目指していた。ネームを描いては、出版社に持ち込みを続ける日々も3年経ち、編集者にはほとんど相手にされない悶々とした日常を過ごしている。
そうした無為な日々の中での救いは、恋人である黒川徹子の存在だった。だがその彼女も、既に売れっ子漫画家となった元彼を何かと引き合いに出し、酔うたびに英雄の不甲斐なさを詰る始末であった。
序盤
そんなある日、全国的に「噛み付き事件」が多発する。町に増えてゆく警官の数、さらには厚労相が入院してその入院先で銃撃戦が起こるといった報道が立て続けになされる。英雄も深夜、タクシーに轢かれ両腕と右足が潰れて首が真後ろに折れながらも、タクシーの運転手に噛み付き奇声を発して立ち去る女性を目撃していた。
やがて周囲の人々がゾンビのような食人鬼と化す謎の奇病が蔓延し、「ZQN」と呼ばれる感染者たちが街に溢れる。恋人や仕事仲間も犠牲となり、都内から逃亡した英雄は富士の樹海で女子高生・早狩比呂美、御殿場のアウトレットモールで看護師・藪（小田つぐみ）と出会い行動を共にする。
半感染状態となった比呂美の免疫力を、「人類の希望になるかもしれない」と考えた小田の提言から、一行は東京方面を目指していく。
中盤
引きこもり・江崎崇は、ネット上の匿名掲示板を介して来栖と呼ばれる人物が率いる一派に加わり、アジトへと招かれる。一派はZQNの生態を観察しながら生活していた。近隣の中学校に生存者がいると分かり偵察の準備中、ZQNがアジトへ侵入し仲間の一人が感染。そして身を挺する形で噛まれた江崎は半感染となる。
アジトを追われた一派は中学校へと移動、そこで「ZQNの巣」と遭遇する。江崎は同じく半感染だったスコップの男と出会い、来栖をも巻き込んだ半感染者たち三つ巴による戦いの結果、勝利を納めた。来栖へ成り代わった江崎は「久喜幕府」を名乗り、一派を率いて東京に向かう。
終盤
漫画家・中田コロリは池袋の高層ビルに籠城し、補給隊隊長としてガソリンを集めさせられていた。高層ビルの支配者であり「浅田教」を主宰する浅田曰く、脱出用ヘリコプターの燃料として必要だという。コミュニティに不満を抱いていた隊員たちから、コロリはクーデターを持ち掛けられるも、不安要素が多く実行へは移せずにいた。
コロリが悩んでいたその最中に、久喜幕府がヘリコプターを奪取するため、高層ビルのコミュニティを襲撃。その際に大量のZQNたちがビル内へ流れ込み、さらには火災も発生し大混乱に陥る。各々が屋上のヘリコプターを目指して戦闘の末、高層ビルから脱出した。
エピローグ
人間とZQNを交えた戦いは終結し、街には草木が生い茂る。英雄はただ一人、廃墟と化した池袋で生き延びようと新たな日常を始めていた。

## 登場人物
名前の読みや本名（フルネーム）は明確に判明していない限りそのまま表記する。

### 主要人物
鈴木 英雄（すずき ひでお）
本作品の主人公。35歳。泡沫の漫画家であり、プロ漫画家の松尾の下で作画アシスタントとして働いていた。かつてはデビュー作として連載を持っていたが単行本2冊で打ち切りとなり、再デビューを果たすべく出版社にネームの持ち込みを繰り返していた。練馬区三原台近く関越自動車道高架沿いに在住。クレー射撃を趣味とし、銃砲所持許可証および散弾銃（新SKB MJ-7）を所持していたことが後々、極限状況を乗り越えるための大きな武器となる。
非常に内向的かつ臆病な性格で極度に肥大した妄想癖があり、深夜は寝室隣の高速道での騒音さえ聞こえなくなる程の恐怖に毎晩囚われていた。彼の想像にだけ存在する男「矢島」を話相手にしたり周囲から賞賛されているような妄想をするも、端から見れば単なる独り言のためそれが原因で三谷たち周囲に倦厭されていた。「自分は世界の脇役で、自分自身の人生でさえ主役になることはない」というコンプレックスに陥っている。パンデミック後も街中で銃を抜くことに躊躇していたが、比呂美と知り合ってからは彼女を守るため発砲も厭わなくなる。
アウトレットモール脱出後は比呂美・小田と行動を共にし、東京へ向かう目標の下に拠点を転々とする。その途中で異形と化したZQNに飲み込まれ心肺停止へ陥るものの、吐き出された後に小田らによる心臓マッサージで蘇生。以降、散発的に感染者の記憶や思考を共有する描写が多々ある。感染した小田と死別後、さらに別れを告げ去っていった比呂美を追い池袋に上陸。ZQNから襲われながらも奇跡的に生き延び、パンデミックが沈静し廃墟と化した無人の都内で池袋西口公園を拠点に単身で自給自足の生活を送る。
矢島（やじま）
英雄が作り出した妄想上の存在。外見は小柄の小太りで童顔。英雄が呼べばどこにでも現れ基本的に英雄の言葉には賛同するようなことしか言わないものの、英雄の恋人が感染後には実体のないもやのような状態で登場し、英雄に対して諭すような言葉を残して姿を消した。
飛び出し坊や
姿を消した矢島の代わりの存在。外見は飛び出し坊やそのもの。英雄の新たな話し相手であり矢島と同じく英雄の言葉には賛同するようなことしか言わないが、サバイバル生活を送る英雄に振り回され理不尽な扱いを受ける。

早狩 比呂美（はやかり ひろみ）
右目の下に泣きぼくろがある、髪の長い女子高生。大人しめな性格故に学校では地味な印象で、クラスメイトからいじめの対象にされていたが、感染者と思われる首吊り死体にも臆せず救いの手を差し伸べ、感染した紗衣を安楽死させるべく自ら英雄の銃で撃つことを志願するなど度胸の備わった一面もある。小栗真司という男性と付き合っていた。
ゴールデンウィーク中の林間学校で富士山麓に来ていて、クラスメイトと樹海での肝試し中に東京から逃れてきた英雄と遭遇した。英雄と共に富士山へ向かう集団から逃れる際、感染した新生児に首筋を噛まれる。新生児には歯が生えていなかったためか急激な感染は避けられたが、一夜明けた後に発症。しかし英雄たちを襲うことはない「半感染」状態となり、意識が混濁したまま同行する。アウトレットモールで伊浦に頭をクロスボウで撃たれ意識を失うも、小田の懸命の手術により回復。意識の混濁も収まり感染以前の様子と変わらず行動できるようになる。また、感染により「遠く離れた覚醒者やZQNとの意思疎通」「身体能力の向上」などが見られた。
ワクチン作製のため英雄と都内を目指し船舶で移動中、突如として交信してきたクルスに促され自身の存在意義と運命を悟る。英雄に別れを告げてから自ら巨大ZQNを操って取り込まれ、姿を消した。
藪（やぶ） / 小田 つぐみ（おだ つぐみ）
アウトレットモールに避難していた女性。表面的には伊浦やサンゴに従っていたが本心では彼らのやり方を快く思っておらず、度々英雄たちを手助けする。元は久喜近辺の病院に勤めていた看護師で、非番だったため感染を免れた。発症後も英雄たちを襲おうとしない比呂美を、パンデミック解決の鍵になるのではないかと考えた。コミュニティの崩壊後、英雄・比呂美と共にアウトレットモールから脱出。その際に本名を明かす（「藪」の呼び名は注射が下手で子供が苦手なことに由来）。
比呂美が意識を失っていた際、立ち寄った宿で英雄と肉体関係を持つ。後に妊娠が発覚（英雄と出会う前のコミュニティにて既に妊娠していた模様）。英雄たちとの別行動を決意したがZQNに噛まれ発症する。辛うじて自我を保ちながらゴミ収集車のプレス機構に自ら入り、最終的に比呂美が作動ボタンを押してプレス機構に巻き込まれ死亡。

### 英雄の仕事関係
黒川 徹子（くろかわ てつこ） / てっこ
英雄の恋人で、かつて松尾の漫画アシスタントだった。眼鏡と口元のほくろが特徴。英雄のアパートや松尾の職場からすぐ近くの、古いモルタルアパートに一人暮らししている。アシスタント時代に同僚だったコロリと交際していた。別れた後も彼の才能に心酔し、連絡も取り合っていたことを英雄は快く思っていなかった。酒乱であり、よく英雄を翻弄する。
事件の発端となった現場付近で少女に噛まれ、自室にて発症。尋ねてきた英雄に襲いかかり噛み付くも、直前に歯が全て抜けるまで玄関のドアを噛んでいたことで英雄は感染せずに済んだ。自らの死期を悟ったかのように遺書めいたメモを残しており、自室内も中田の単行本を纏めて捨て英雄の単行本を本棚に整列させるなど、身辺整理的な行動が見られた。感染後も英雄へ襲い掛かった他の感染者を倒し英雄を守ろうとしたが、最期は「もう彼女は救えない」と矢島から諭された英雄の手によって首を切断された。
実写映画版では、英雄と揉み合った際に頭がトロフィーに突き刺さり活動停止した。
大型ZQNに取り込まれた比呂美との会話で「本当は英雄くん寂しがり屋だから一緒に連れて行きたかった」と発言しており、襲われた英雄があの場面で助かったのは単なる偶然だったことが発覚する。

中田 コロリ（なかた コロリ）
黒川の元交際相手で、3年前に英雄と入れ替わる形で松尾のアシスタントを辞め漫画家デビュー。実家は渋谷の土地持ちで裕福。女性のストッキングに並々ならぬ執着を持つ。英雄の漫画家としての才能を買っていた。
パンデミック以降は東京都豊島区の高層ビルに結成されたコミュニティに籠城しており、補給部隊の隊長として物資調達の指揮を執っている。明晰な判断力を持ち危機管理能力も高いため慕う者が多く、コロリ隊なる派閥が形成されていたがコミュニティ上層部がそのカリスマ性を恐れコロリ隊を分割・解体し、瀬戸ともう一人の女性隊員からなる3人での活動を余儀なくされていた。瀬戸には幾度もクーデターを持ちかけられたが、「仮に乗っ取っても彼らと同じことをするだけ」と拒んでいる。浅田のやり方とヘリ操縦技能に強い疑念を持ち、彼から要求されている教典漫画の制作も渋っていた。
クルスの襲撃を受け大量のZQNが大挙して基地へ侵入した際にはコロリ隊を再編し応戦、そして脱出を目論む浅田や苫米地らと屋上で対峙し狙撃されるものの一命を取り留め、苫米地が操縦するヘリコプターでサンライズ60を脱出。避難先の島で平穏な日々を取り戻し、英雄の生存を信じつつ漫画の執筆を再開している。

松尾（まつお）
英雄のアシスタント先の漫画家。妻子持ちにも拘らず、みーちゃんと不倫していた。三谷によれば「職場に来る女性には手当たり次第手を出していた」という。感染したみーちゃんに噛まれ、しばらくは平静を装い仕事場で執筆作業を行なっていたが後に発症、三谷に撲殺された。

三谷（みたに）
松尾のチーフアシスタント。40代。18歳時に漫画界へ入ったものの、デビューには至れず年だけ取ってしまったことを嘆いている。尊大かつ傲慢で、英雄にはその性格を嫌われていた。女子アナオタクで、職場でもニュースを頻繁に見ている。同じ職場のみーちゃんに好意を抱き、度々アプローチを仕掛けていたが全く相手にされていなかった。YouTubeを通して街の非常事態について何らかの情報を得ていたため、臨機応変に対応し感染を免れていた。英雄と共に生存するため東京からの脱出を図るも、三原台一丁目の歩道橋へ上がる途中で街の感染者に噛まれ、さらに墜落するジェット旅客機の車輪へ頭部を巻き込まれ即死した。
実写映画版では職場で英雄と再会した時点で松尾に噛まれ感染しており、カッターナイフで己の首を切り裂き自害した。

パッシー
英雄のアシスタント繋がりの知り合い。関西弁を話す。英雄とは一緒に飲みに行く程の間柄だった。英雄との通話中、アシスタント先の師匠が感染したと思しき会話があった。

佐田 和也（さだ かずや）
通称「カズさん」（カオリからは「カズ君」と呼ばれている）。超学館週刊ストリップ編集者。英雄のかつての担当編集であり、松尾を担当していた。英雄や三谷の持ち込みネームは悉くボツにしている。2009年4月29日の業務終了後に直帰、5月1日に台湾で新人漫画家のカオリと共に取材旅行（実質的には不倫旅行）へ行っていた。現地で発症した彼女と格闘の際に手を引っ掻かれ感染、発症する。ホテルの部屋に英雄の漫画連載を認める旨を殴り書きしたメモを残し、行方を晦ませた。モデルはえなりかずき。

同僚アシスタント
松尾の男性アシスタント。眼鏡と前分けの髪型が特徴。松尾と共にみーちゃんと付き合っており、三谷からは「クソ虫」と蔑まれていた。松尾プロのアシスタントの中で唯一感染していなかったが、みーちゃんと松尾の感染後に嫉妬へ狂った三谷によって最初に撲殺された。その後、三谷は「あの狭い仕事場でも二人が感染した」という発言に疑問を抱き質問した英雄に対し、「もうどうでもいいことだよ」と軽くあしらっている。
実写映画版ではみーちゃんと付き合っておらず、｢クソ虫｣とは蔑まれていなかったが英雄が仕事場へ駆け付けるまでに感染していたのか、結局三谷に撲殺されている。

みーちゃん
松尾プロの女性アシスタント。眼鏡をかけており、三つ編みにそばかす顔が特徴。松尾とは不倫関係にあった。感染して松尾に襲いかかり、彼の男性器を食い千切るも包丁で刺され、水の入った浴槽に沈められ放置される。その後に水を含んで肥大化した醜悪な姿で復活し、三谷に可燃性ガスが入ったスプレーを噛まされライターの炎によって頭部を爆破され、活動を停止した。

カオリ
新人の女性漫画家。週刊ストリップで連載枠の候補に挙がっていた。編集者の和也とは不倫関係にあり、彼との子供を孕ったと語る。台湾で不倫旅行中に士林夜市で子供に足を噛まれ感染、翌日訪れた九份で発症。逃げる和也を追っていた途中で観光バスに轢かれる。

### 富士で出会う人物
紗衣（さえ）
比呂美の同級生。親が有力者のため学校にも影響を及ぼしている。比呂美に好感を抱きつつも、実は隠れて比呂美イジメを行う中心人物だった。発症した教師に手を噛まれたことで感染。発症後は比呂美を探し回りつつも襲うことは無く、同じく発症した可奈子から比呂美を守ろうとした。可奈子と共食いの末、比呂美か英雄の発砲により活動停止。
可奈子（かなこ）
比呂美の同級生。紗衣の取り巻きの一人で恰幅が良い。比呂美イジメの一員。発症後、比呂美のところまで紗衣に引きずられて来た。紗衣に喰われて活動停止。
荒木（あらき）
自称通販カタログ専属カメラマン。パンデミックの撮影で世界的な報道カメラ賞の受賞を狙って、妻子を残して富士山五合目へ向かっていたところ、散弾銃を持っている英雄たちを目にし、行動を共にする。御殿場アウトレットモールで非感染者がコミュニティを形成しているとの情報を得て、英雄・比呂美とともに避難したが、コミュニティの崩壊時に英雄たちと分断される。最期はもう一人の生存者である少年を生かすために、陸上選手の感染者を道連れに焼死した。

### アウトレットモールのコミュニティ
伊浦（いうら）
アウトレットモールの屋上で籠城する非感染者コミュニティの裏の支配者で、高い洞察力を持つ。ピストルクロスボウを所持し、反逆者や気に入らない者を感染者の多数徘徊する地上に落として処刑してきた。屋上から感染者を観察し、生前の生活習慣を反復する傾向にあることを発見。また、生前、高い運動能力を持っていたと思われる陸上選手の感染者を警戒していた。のちにこの感染者は屋上コミュニティ崩壊の原因となる。
散弾銃を持つ英雄を藪を使って懐柔しようとするも、サンゴに横槍を入れられる形で裏切られ、階下のフードコートへの食料調達に参加させられる。調達作戦失敗のどさくさに紛れ一人だけで帰還。藪の車を停めている駐車場で待ちぶせしていたものの、藪たちが着いたころには発症しており、自傷行動に走る。その後、車に乗り込む小田を妨害しているところを、比呂美によって顎を外されて駐車場の最上階から転落し、藪の運転する車にはねられる。英雄・藪・比呂美がモールを脱出した後、かつて自分たちが散々嬲ってきた女性の感染者に首をもがれた。
実写映画版ではサンゴに裏切られて食糧調達の前衛に立たされるが、混乱の最中一人アウトレットモールの管理室に行き、モール内に大音量のBGMを放送して調達部隊を全滅させようとする。発症後、英雄の狙撃により頭部を破壊され、活動を停止する。
サンゴ
元・引きこもりで、アウトレットモールの非感染者コミュニティの支配者（実際は伊浦が上で、サンゴは裸の王様）。本名不明。英雄の散弾銃に目を付け奇襲を試み、英雄から銃を奪うのに成功したものの、フードコートに食料調達に向かった際に返り討ちに遭い、感染者に首をもがれ死亡。首は「燃えないゴミ」用のゴミ箱に投棄される。
実写映画版では英雄から散弾銃を強奪し、食糧調達に繰り出すも失敗。ZQNに包囲される中、英雄や藪と共闘するも最終的にZQNに群がられ、英雄に自分ごと撃つよう頼んだ後、英雄に撃たれて死亡。
目白（めじろ）
サンゴと組む武闘派。女子高生に電車で痴漢冤罪をされた過去がある。英雄と藪に危害を加え、比呂美が感染したことが判明した際に自慢の腕力で撃退しようとするも、手と足を折られ敗北。その後、藪の説得で心を開き、陸上選手の感染者が背面跳びでモールに進入してきた際には、藪と比呂美を助けるべく自ら囮となり、喰われて死亡。
ブライ / 村井正和（むらい まさかず）
モールに籠城するメンバーの1人。ミリタリーオタクでエアーガンを所持。サンゴが散弾銃を英雄から奪った後の食糧調達隊の1人になる。調達部隊の危機に際し、覚悟を決め英雄に本名を明かす。英雄を援護してフードコートからの脱出に成功するが、感染者を殲滅しながら撤退する中で弾丸を撃ち尽くし、フードコートで手に入れたベーコンを英雄に託した後、橋から飛び下り自決。橋の下にZQNが落下する描写があるので、飛び降りそのものが原因で死亡したかは不明である。
黒沢（くろさわ）
アウトレットモールの元従業員。伊浦、サンゴ、ブライ、英雄と共にフードコートにある食料庫に案内するが、冷蔵庫に潜んでいた感染者に頭部を噛まれ、手遅れと判断された村井（ブライ）によって冷蔵庫に閉じ込められる。
田村（たむら）
目白と同じサンゴの手駒、食料の調達時に見張り役として働いていた。サンゴと目白の連携によって身動きができなくなった英雄から散弾銃を奪う。この行動によってサンゴから「二階級特進、軍事大臣昇格」と言われる。散弾銃を所持したサンゴらのフードコート探索部隊には同行せず、屋上に残る。後述の陸上選手ZQNが侵入した際には、骨折して身動きの取れない目白の持つボーガンを除けば、彼だけが武器（文化包丁）を所持していて、他のメンバーは武器を持たされていないことがわかる。直接襲われるシーンはないが、モールの壊滅後にZQN化して徘徊している描写がある。
少年
モールに避難していた確認できる限りの最年少者。祖母と二人で避難しており、母親は感染して地上を徘徊している。サンゴに「ガキと性処理係の飯は最後だろ」と言われたとき「ハゲ」と呟くなど、反抗心をもつ。一方、母親が感染した事実を把握しきれていないような描写も見られる。最後はテントの中に隠れた荒木と二人きりになり、生きたいか死にたいか問う荒木に「どっちかと言えば生きたい」と答えた。その後、陸上選手のZQNと共に燃えていく荒木を見守る。
田澤（たざわ）
初老の男性。モール内で独自に井浦らが定めた独自ルールに従わずに反抗的な態度を取っていたため、英雄らがモール組に合流した夜に口減らし目的で簡易裁判にかけられる。警察関係者や裏社会の人間に知り合いがいるなどと嘯いたが、携帯電話で連絡するようサンゴに指示されるが誰も出ず、屋上から落下させられ両足を骨折。ZQNに襲われ感染した。モールから脱出しようとしていた藪にZQNとして這いずりながらまとわりつくが、鉄製ドアに頭部を挟まれ活動停止した。
陸上選手のZQN
前頭部が凹んだ坊主頭（映画版ではスキンヘッド）のZQN。何らかの陸上の心得があったのか、ZQNの中でも非常に高い身体能力を持つ個体に進化している。背面跳びでアウトレットモールに侵入し、籠城する生存者の大半を殺害・感染させる。最終的に荒木の道連れで全身を焼かれ、活動を停止する。
実写映画版では英雄と交戦し、俊敏な動作で英雄を翻弄し、頭部への狙撃で脳の大半を失いながらも活動を続け、最終的に英雄の散弾銃銃床での殴打により完全に頭部を粉砕され、活動を停止する。

### 来栖一派（久喜幕府）
来栖（クルス）
本名・年齢不詳の自称「自宅警備員」で、作品世界のネット上では「小学生時代から引きこもりで個人特定出来ず」と称されている青年風の人物。パンデミックの3週間前（2009年4月上旬）時点で「感染した自分の母親をバットで何度もフルスイングする」映像をYouTubeにアップしていた。映像を通して呼びかけていた「俺たちの時代」「世界は俺たちのもの」という言葉は、ネット上に多くの賛同者を生み、その熱狂的ファンを指して「クルス信者」という呼び名まで出来ていた。埼玉県久喜市周辺でアジトメンバーと共に活動。常に裸にブリーフのみの姿で高い身体能力を持ち、柘植ナイフ（アタックサバイバルとブッシュ・マチェット）を愛用する。
アジトが感染者に襲われた際、崇が感染する過程を見届けた後に学校へ移動した苫米地らに遅れて合流すると、気まぐれで羽生兄妹を殺害。崇とスコップの男に勝負を挑むも激昂した崇に敗れる。クルス同士の意識に存在する「本体」の眠っている姿は老人であった。
江崎 崇（えざき たかし）
埼玉県久喜市に住む引きこもり青年。母親が感染した後、自室にバリケードでたてこもりネットの掲示板を見て過ごしていた。来栖一派が仲間を募った書き込みに応え、救出してもらう。その際、来栖に「母親の首を切断しろ」という命令に苦悩しつつも実行。江崎家から脱出の際に周りの感染者が集まりはじめたため、毅と共にアジトに向かう。来栖一派に加入後の装備はフェイスガードゴーグル、キックミット、ククリナイフ。
アジトが感染者に襲撃された際、彼らを引き付けるため自ら囮となり外に出て陽動、激戦の末に噛みつかれ川に落ちる。しかし感染後も意識があり身体能力が飛躍的に上昇する「半感染」状態となる。茫然自失のまま校庭へ赴き、来栖に羽生兄妹を殺害されたことを知らされ激昂。来栖とスコップの男を倒し新たな「クルス」となる。
毅（こわし）
江崎を救出しに来たメンバーの一人。来栖の右腕的な存在で常に冷静。装備は防塵マスク（1721型）、キックミット、手斧。武道を習得しているようで逆上した春樹を簡単に押さえ込む。直接死亡した描写はないが、第192話にて戦闘型ZQNと化した毅が都内で活動していたコロリらを襲撃している。コロリによって頭部を切断された後も斥候のような活動を続けるなど強靭な肉体に変異しており、また切断された頭部も他のZQNに植え付けられ、再度高層ビルのコミュニティを襲っている。最期はおばちゃんによって手斧で再び頭部を切断された。
ダニエリ
江崎を救出しに来たメンバーの一人。来栖の輸送を担当していた片言の日本語を話す外国人（台詞は全てカタカナ）。装備はフェイスガードゴーグル、キックミット、ククリナイフ。江崎を救出した後バラバラに逃げた際に感染し、「かまれちゃったから」という理由で来栖に殺された。
来栖一派の女
江崎を救出しに来たメンバーの一人。本名や詳しい素性は不明。装備はフェイスシールド、キックミット、ククリナイフ。性別は女だが、外見と言動から性同一性障害であることをうかがわせる。また、小田が英雄に語っていた話より、小田の妹（心は弟）であった模様。
アジトの風呂場で寝ていた際、感染者が雨戸を破り窓から侵入し取っ組み合う。アジトのルールに従い風呂場で監禁されていた際に発症し窓から外に逃亡。第240話にて戦闘型ZQNとして池袋で英雄と対峙し、一時は襲い掛かるものの姉である小田との交信を境にクレーンに追い詰められた英雄を守りはじめる。最期は他のZQNに首をもがれクレーンから落下した。
苫米地（とまべち）
来栖達のアジトにいる髭をはやした男性で自称「愛妻家」。メンバーの武器製造を担当している。アマチュア無線に精通しており、他の生存者と連絡を取り合っていた。アウトレットモールの伊浦が発見した「生前の生活習慣をトレースしている」などの他に「感染者は極めてゆるやかだが南へ移動している」「皮膚感覚をもつ」などの発見をしている。
第223話で再登場した際にはかつて羽生兄が使用していたクロスボウを装備していた。小型ヘリの操縦技能を持っており、サンライズ60を襲撃した際に同じく操縦技術を持つと自称する浅田を恫喝してヘリコプターを奪取する。数名の生存者を乗せ、自ら操縦するヘリコプターでサンライズ60を脱出。
おばちゃん
来栖達のアジトにいるいかにも中年主婦といった風貌の女性。本名は不明であり、アジトのメンバーには「おばちゃん」と呼ばせている。アジトにおける家事全般を担当している。パンデミック後も電気が使えることや、原発に不安を持つなど主婦ならではの疑問を持つ。物怖じしない性格で、アジトの風呂場から感染者が侵入した際は包丁の二刀流で応戦し、感染者の首をためらうことなく切断した。
第225話にて再登場し左目に眼帯を付け武器として手斧を装備していた。クルスの横暴に耐えかねて一派を離反した後、銭湯で偶然出会ったコロリ隊と意気投合する。屋上での戦闘で異形と化したコロリ隊の女兵士に飲み込まれるが、コロリに救出され一命をとりとめた上に若返る（外見から見るに20代ほど）。サンライズ60脱出後に伊豆七島で瀬戸との子供を授かる。
春樹（はるき）
来栖たちのアジトに居た男子中学生。パンデミック以前に両親がカルト宗教に入れ込み、家庭崩壊した過去を持つ。江崎の母校の生徒（6年後輩）でもあり、江崎の中学生時代、彼をいじめていた親戚を持つ。短気で攻撃的な性格であるが、城を何かと気にかけている。
頭にフェイスガードを被り、左手には包丁を数本刺したキックミットを付けている。桐谷と格闘の末にZQNの血液が付着した包丁で桐谷に傷を負わせて感染させる。しかし油断した隙にキックミットに刺してあった予備の包丁を桐谷に奪われ、頸部を刺されて感染してしまう。発症後は城の呼びかけに見向きもせずひたすらZQNと戦っていた。
山田 城（やまだ きずき）
来栖たちのアジトに居た春樹と同級生の女子中学生。屋内でも常に防塵マスク（3M 6000）を装着している。家族が避難したというメールを信じ、避難所の学校に望みをかける。
都内に進出した際には、武器回収任務中であった桐谷らに対して性交を条件に救助を求めるというハニートラップまがいの罠に嵌め、桐谷の相方を春樹に殺害させた後に「キモい」と吐き捨てるなど冷淡な行動に出る。サンライズ60を襲撃した際には苫米地に追従して春樹との脱出に固執していたが、そのせいでヘリコプターに乗り損ない、発症した桐谷に足を掴まれ、さらに顔面に手斧が直撃し墜落した。
羽生兄妹（はにゅうきょうだい）
兄は江崎救出の際、後援部隊としてクロスボウ（TAC-15）で感染者たちを狙撃した男性。アジト近くの田んぼの物置小屋を改造して、普段はそこでアジトの門に近づく感染者を駆除する。アジトとは携帯ゲーム機のチャット機能を使い交信する。妹・富貴子は小型のクロスボウを持ち物置小屋で見張っていた。
来栖一派を信用しておらず、地元民の江崎を独自の避難計画に誘う。学校に逃げ込んで車で待機する苫米地を脅迫していた際、やってきた来栖の気まぐれで兄妹ともに殺害される。
スコップの男
本名不明。2本の剣先スコップを武器にしており、裸にネクタイとブリーフの格好で来栖を待ち構えていた。かつてスーパーでバイトをしていたときに感染者に噛まれたが誰も心配されなかったことに憤りを感じ、「ヒーロー」になれなかったことをコンプレックスに思っている。その後は避難所を転々と回り、自分より格上に見える人間を次々と殺害していった。
感染以前はいじめによる落下事故の後遺症で半身不随を患っており、感染後は江崎と同様に意識を保つ半感染となった。半感染状態であることを「人間を超越した」「狂巣（クルス）」と称している。

### 高層ビルのコミュニティ
瀬戸（せと）
高層ビルのコミュニティに属する補給隊の男性隊員。ZQNとの戦闘にも慣れておりスリングショットを武器にしている。現行のコロリ隊のメンバーで、コロリを「俺たちのヒーロー」として慕う。正義感が強く、コミュニティ上層部に対する不満を持っており、コロリに対してクーデターを持ちかけていた。
クルスの襲撃を受けて大量のZQNが基地へ侵入した際にはコロリの指示のもと活躍。屋上の戦闘では1人でも多く救おうと奔走し、苫米地が操縦するヘリコプターでサンライズ60を脱出。避難先の島で平穏な日常を取り戻した。
着用マスクはドクロのフルフェイス。
コロリ隊の女兵士
コロリ隊に属する若い女性隊員。本名不明。口数や感情表現が少ないものの、戦闘能力はコロリ隊随一を誇る。右足を失う怪我を負って入院中にパンデミックが発生、感染した医者に噛まれて一時は変異の症状を見せるも回復し、失った右足も再生されていた。外見は非感染者と変わらないが、半感染者と同じく身体能力が向上していると思われる描写が多々ある。
クルスの襲撃を受けて大量のZQNが基地へ侵入した際には瀬戸と共に活躍。屋上の戦闘ではクルスと互角の戦いをするが、隙を突かれて右足を負傷、症状が悪化し異形の姿に変貌してしまう。変貌した後もコロリとアイコンタクトを取るそぶりを見せ、ヘリコプターの脱出を手助けするかのように屋上へ集まるZQNと戦い続けた。
着用マスクはドクロのハーフフェイスのロアーマスク。
桐谷（きりたに）
警備隊に所属する男性。大隊長に脅され、武器回収に向かったコロリらを先回りするが、来栖一派の策略に嵌って人質となる。混乱の最中、無線で「ぼくらはみんな生きている」(歌詞はうろ覚え)を熱唱し、ZQNを陽動してコロリらの脱出を手助けする活躍を見せた。春樹との戦闘でZQNの血液が付着したナイフで切り付けられ感染し発症、最期は城に執着しているところを射殺された。
着用マスクは継ぎ接ぎされたドクロのフルフェイス。
デブ
警備隊に所属する大柄な男性。本名不明。パンデミック前はニートであったが、コミュニティで労働力とならない子どもや老人たちを見下している。大隊長に脅され、武器回収に向かったコロリらを桐谷と共に先回りするが、来栖一派の策略（城のハニートラップ）に嵌って春樹に刺殺される。
着用マスクは継ぎ接ぎされたドクロのフルフェイス。
楓（かえで）
警備隊の参謀と呼ばれる女性。来栖一派の襲撃を受けた際には大隊長代理として現場で指揮を執っていた。屋上へ向かうコロリ隊と合流しようとするもエレベーターの重量制限を理由に断念。自らすすんで延焼するビル内部に残る。
着用マスクは般若のフルフェイス。
浅田（あさだ）
池袋のサンライズ60ビルを拠点とするコミュニティを支配する金髪の男。ビル屋上に駐機された小型ヘリを操縦できると自称し、都内からの唯一の脱出手段を有しているとしてコミュニティ内での発言力を得た。「浅田教」なる自らを救世主とする宗教を立ち上げ、コミュニティ内ひいては世界に浸透させようとしており、「漫画なら万国共通だろう」との考えからコロリに対して教典の漫画版の制作を依頼している。コミュニティの高齢者を監禁して殉教者として供したり、「適当な捏造物語で後世のバカどもの宗教になってやる」と発言するなど軽薄な思考の下に行動している。最期は苫米地のクロスボウの矢でZQN化した側近の女の所持していた火炎放射器で焼かれ焼死。
大隊長
コミュニティ内の実働部隊を束ねるリーダー。風貌はクイーンのフレディ・マーキュリーに似ている。規律や命令を第一と考えており、人命を優先して武器を投棄し、命からがらで帰還したコロリに対して即時戻って武器を回収するよう命令するなど冷酷な性格。コロリを目の上のコブと見ており、彼を失脚させるために武器回収に向かわせた直後、別働隊を先回りさせて回収させようとするなど打算的な面もうかがえる。コミュニティを襲撃したクルスに投げ落とされ、転落死した。
着用マスクは継ぎ接ぎされたドクロのフルフェイス。
まーくん
高層ビルのコミュニティに避難していた少年。祖母と二人で避難しており、他の高齢者と同様に高層階で隔離されていた。桐谷から浅田教の教典漫画を託されたことで集団殉教を免れるが、それが原因で人質として浅田に連れまわされる。屋上で浅田から見捨てられていたところを瀬戸に救出され、苫米地が操縦するヘリコプターでサンライズ60を脱出。避難先の島では老夫婦から養子縁組に誘われる。

### ベルギー
ジャン
ブリュッセルで記憶喪失になっていた男性。変わり果てた風景に呆然としながら街中を彷徨い怪物（異形ZQN）を目撃する。徐々に記憶を取り戻すが既に感染しており、発症したことで自らの死期を悟り、セシルに電話で「愛してる」と伝える。
セシル
ジャンの妻。グレスバーグ城に避難している。

### イタリア
少女
迷子になっていた少女。ZQNに囲まれていたところを助けられる。
青年
迷子になっていた少女を鐘塔へ招き入れる。巨大ZQNを目撃する。
スーツの男
青年らと共に鐘塔で避難していた初老の男性。巨大ZQNを目撃する。
日本人観光客
青年らと共に鐘塔で避難していた日本人の男女二人組。巨大ZQNを目撃する。
イタリアのクルス
ロングコートにビキニパンツ姿の男。多言語を同時に喋る。

### スペイン
ガスマスクのZQN
ガスマスクを装着した頭部から二本の脚部が生えているZQN。異様な容姿とは裏腹に理性的な思考を保っており、パンデミックにより人類が一掃されたバルセロナで様々なものを目撃し、考察を述べる。その後、脚から芽を出し地面に根を張り、活動を停止。
スペインのクルス
上半身のみスーツを着用し下半身はブリーフ姿でサグラダファミリアにいた男。多言語を同時に喋り、ガスマスクのZQNと議論を交わす。サルバドール・ダリに似ている。

### 江ノ島で出会う人物
漁船の船長
巨大ZQNに襲われていた英雄と比呂美を救う。かつて米軍の基地従業員であったようで、英語が分かる。孫のワクチン接種を条件に東京まで輸送する。英雄の散弾銃を譲り受け、代わりにカヤックを譲る。
海人（かいと）
船長の孫。食料調達の最中に感染し船のエンジンルームに閉じ込められている。比呂美と接触した際には小田を噛んだZQNの記憶とシンクロした。

## 感染

### 感染者（ZQN）
病状が発症すると、全身の血管が浮き出た外見となり、感染していない人間（非感染者）に噛みつきで襲いかかる。発症後は驚異的な身体能力を持つ。指で自分の目をつぶすなどの自傷行為に及ぶことがあり、車にはねられたり階段や高所から落ちたりしても、何事もないかのように動き回る。また四足歩行（ブリッジ姿勢）で走るなど肉体的に不可思議な行動をとる者もいる。
名称
発症の根源は明らかになっておらず、細菌テロや宇宙人の仕業など様々な噂が飛び交い、作中の匿名掲示板や非感染者コミュニティなどを発祥に「ZQN」と呼ばれるようになる。厚生労働省により「多臓器不全および反社会性人格障害」という病名で公表されているが、これは前述の症状の進行を官僚の文書的に表現したものである。米軍の間では「ZERO QUALIFED NUCLEUS」（核として無なもの）とも呼ばれていた。
習性
習性として、以前の生活習慣や行動様式に関連した言動が見受けられる。感染時に心残りであったことを満たしてやれば、非感染者への殺傷摂食衝動が抑えられる傾向にある。銃声や金属音など大きな音に反応して集まり、目の前に非感染者が居る場合であっても、より離れた位置にいる大きな音を出す者を優先して襲う。またZQNの遺体が流れる川や遺体が放置された田んぼには近寄らない、ゴミ捨て場に倒れた江崎が難を逃れるなど、嗅覚でも非感染者を感知しているような例が見られた。
噛み付かれた後も生体として生き続けている人間の場合には、症状の進行と共に正常な思考能力や言語能力が次第に失われることにより会話と呼応しない支離滅裂な発言をするようになり、最終的には「生体としての死」を経て周囲の非感染者を襲い始めるようになる。
来栖一味はサンプルとして女性の感染者を捕獲しており、苫米地によると心音・呼吸・脈無しという状態ではあるが、性器などに触ると反応があることや生理は訪れることを発見している。また、アリやハチといった社会性昆虫のようにZQN全体で目的を持ち集団を形成しているとの仮説を立てた。
感染 - 発症
感染から発症までの時間には個人差があり、負傷して数時間から数日程度の時間を経て発症する者もいれば、噛まれた位置や回数により即座に発症に至る者もいる。咬傷や擦過傷以外の感染経路は明示されておらず、人間以外の動物の症例も描写されていないため、人獣共通感染症であるかどうかは不明。
しかし、目立った外傷が無く発症した伊浦や、ZQNを処分した風呂場でシャワーを浴びかつ生理中であった小田の妹など、感染者の血飛沫などから血液感染する可能性があることは示唆されている。
噛み付かれた後、発症前に生体として死亡した場合でも、その死体が後に（あるいは生体としての死と同時に）感染者として攻撃行動を取る例も多く見られる。この場合、湿度の上昇で蛆が湧くほど身体が腐敗した状態、溺死や焼死、四肢や胴体が断裂していても身体機能の許す限りの行動が行える。
撃退方法
いずれの例であっても「頭部を完全に破壊される」「斬首など頸椎を胴体から切り離される」といった決定的な外傷を負うことで、活動停止に至る。
種類
パンデミック発生当初は同一の変化をしていたものの、時間の経過とともに様々な形態へと変異していく。
人型ZQN
感染を拡大させるZQN。
戦闘型ZQN
人型ZQNの中でも生前にスポーツや戦闘技術を会得していた影響で特に高い身体能力を持つZQN（例としては、御殿場のアウトレットモールで登場した、陸上選手のZQNなど）。
建設的ZQN
遺体やゴミなど街の清掃や治安維持を行うZQN。組織的・機械的に行動する。スペインではバルセロナの建築物を模した形をしていた。
巨大ZQN
人型ZQNが合体し続けた末に巨大化したZQN。掲示板では、名も無き集積脳として意識と記憶が残っていた。移動を停止すると硬化した後に萌芽した。
存在理由の不明なZQN
非常に好戦的で人間もZQNも関係なく殺戮し破壊するZQN。ZQN同士の意識の中でもイレギュラーな存在として認識されていた。

### 半感染（クルス・狂巣）
例外的に比呂美や江崎など発症後も生体としての死には至らず意識を保っている者もわずかに存在する。発症後は驚異的な身体能力を持ち、興奮状態になると右目および顔面右側に血管が浮き出た外見になる。また半感染者同士での意思疎通やZQNのコントロールなども可能となる。
名称
作中序盤において来栖（クルス）とはあくまで個人名を指す単語であったが、中盤でスコップの男が「狂巣」と称し、終盤では「クルス」は覚醒した半感染者の総称として使われている。
習性
比呂美の場合、健常な人間とは大きく異なる脈拍などの生体反応を示し、ある程度以上の言語・思考能力も残っていて、英雄の指示に従順に従うなどの行動が見られた。しかし、周囲の環境や文物に対する外見認知能力は発症前と大きく変質しているようで、彼女の目には周囲の人間がぬいぐるみのような異形の怪物として認識されていたようである。
江崎の場合、身体能力の大幅な向上・負傷箇所の高速治癒・頭髪の急速な成長など新陳代謝の活発化による体質変化がみられる。また代謝活性化による体温の上昇からか衣類を身につけなくなるようになる。
感染 - 発症
第236話において英雄を例に「心を閉じている人は感染しにくい」第258話において「このウイルスは絶望状態の人間には希望の光になる」との記述があり、引きこもりであった来栖や江崎、いじめられていた比呂美、半身不随になっていたスコップの男、右脚を切断していたコロリ隊の女兵士などが半感染に留まっていたこととも整合性が取れている。

## 武器・装備
現実社会と同じく銃刀法が敷かれた日本を舞台としているため、同じジャンルの作品とは異なり銃器類がほとんど登場せず、生存者は国内でも比較的入手が安易な日用・農業用・狩猟用・スポーツ競技用の道具類を武器として転用している。コミュニティ毎に装備の特色があり、近隣のホームセンターや専門店から調達していることがうかがえる。
- 散弾銃（新SKB MJ-7、ミロク MSS-20）
- 野球バット
- 三徳包丁
- カッターナイフ
- 潤滑スプレー
- 使い捨てライター

アウトレットモールのコミュニティ
- ピストルクロスボウ
- エアソフトガン
- 手斧
- 玄能
- プラスチックハンマー

来栖一派（久喜幕府）
- サバイバルナイフ
- マチェット
- 手斧
- ククリナイフ
- クロスボウ（TAC-15）
- 菜切り包丁

高層ビルのコミュニティ
- 刈払機
- 鉈
- 丸椅子やパイプ椅子
- スリングショット
- ストッキング
- 草焼きバーナー

## 書誌情報
- 花沢健吾 『アイアムアヒーロー』小学館〈ビッグスピリッツコミックススペシャル〉、全22巻[12]
  1. 2009年08月28日発売、ISBN 978-4-09-182580-3
  2. 2009年12月26日発売、ISBN 978-4-09-182779-1
  3. 2010年05月28日発売、ISBN 978-4-09-183157-6
  4. 2010年08月30日発売、ISBN 978-4-09-183377-8
  5. 2010年12月25日発売、ISBN 978-4-09-183534-5
  6. 2011年05月30日発売、ISBN 978-4-09-183827-8
  7. 2011年09月30日発売、ISBN 978-4-09-184050-9
  8. 2012年01月30日発売、ISBN 978-4-09-184246-6
  9. 2012年05月30日発売、ISBN 978-4-09-184512-2
  10. 2012年10月30日発売、ISBN 978-4-09-184729-4
  11. 2013年02月28日発売、ISBN 978-4-09-184880-2
  12. 2013年06月28日発売、ISBN 978-4-09-185240-3
  13. 2013年10月30日発売、ISBN 978-4-09-185574-9
  14. 2014年02月28日発売、ISBN 978-4-09-185877-1
  15. 2014年06月30日発売、ISBN 978-4-09-186284-6
  16. 2014年12月26日発売、ISBN 978-4-09-186668-4
  17. 2015年05月29日発売、ISBN 978-4-09-187020-9
  18. 2015年11月30日発売、ISBN 978-4-09-187309-5
  19. 2016年03月15日発売、ISBN 978-4-09-187470-2
  20. 2016年04月12日発売、ISBN 978-4-09-187530-3
  21. 2016年10月28日発売、ISBN 978-4-09-189221-8
  22. 2017年03月30日発売、ISBN 978-4-09-189379-6 / 完全版 2021年12月10日発売

## スピンオフ
- アイアムアヒーロー in OSAKA

2016年2月29日発売、ISBN 978-4-0918-7566-2
- アイアムアヒーロー in IBARAKI

2017年2月28日発売、ISBN 978-4-0918-9317-8
- アイアムアヒーロー in NAGASAKI

2017年2月28日発売、ISBN 978-4-0918-9318-5

## アンソロジー

### 8 TALES OF THE ZQN
内容は各漫画家による本作品がトリビュートされたアンソロジー作品。『週刊スピリッツ』（2016年12月号）より順次掲載されたものをコミックス発売された。2016年4月12日発売、ISBN 978-4-0918-7588-4
- 「私がZQNになっても。」 - 水沢悦子（代表作：花のズボラ飯）

時系列では本編19巻の末と重なっている。男女のカップルが、生前の習慣に従って行動するZQNの特性を利用して、ZQN化後も2人で愛し合おうと性行為に励む物語。
- 「Ghost of a Smile」 - 横槍メンゴ（代表作：クズの本懐）

世界がZQNパニックに陥る以前の物語。本編のヒロインの早狩比呂美、同級の紗衣、紗衣の元交際相手で現在は比呂美と交際している真司を中心に描かれている。
- 「ゾンビのいるところ」 - 石黒正数（代表作：それでも町は廻っている）

ZQNパニックから半年後、復興の途中にいる日本を描いた物語。ZQNと化した人間の人権主張、ゾンビの歩行を利用した発電所などが描写される。
- 「思春期オブ ザ デッド」 - オジロマコト（代表作：富士山さんは思春期）

夏祭りの最中にZQNパニックに巻き込まれた男女の物語。死と隣り合わせの緊張状態と、ラブコメディが同居している。
- 「シーイズアスローウォーカー」 - 伊藤潤二（代表作：富江）

ゾンビマニアのカップルにスポットを当てた物語。慎一と悠美は、ゾンビは速く動くか鈍く動くかで口論になる。怒った悠美はアパートを飛び出すが、その直後に腕を噛まれて部屋へと戻る。部屋の外にはゾンビが押し寄せており、町では無数のゾンビが人間を襲っていた。慎一はゾンビのウイルスに感染したのを危惧して悠美を拘束し、備蓄していた食料を当てに籠城する。食事の途中、悠美は力尽きて倒れる。悲しみに暮れる慎一は悠美の姿をビデオカメラに撮影し、遺体に添い寝する。翌朝慎一が目を覚ますと、悠美が今にも噛みつこうと迫っていた。慎一は飛び退いたが悠美は全く動かなかった。不思議に思った慎一がビデオカメラの映像を確認すると、悠美は一晩で10cm程度しか動かないほど、ゆっくりとした速度で動いていた。
- 「鬼さんこちら」 - 鳥飼茜（代表作：先生の白い嘘）
- 「アイアムノットアヒーロー」 - 乃木坂太郎（代表作：医龍）

高校の一クラスがZQNで溢れた学校から逃げ出すまでの物語。
- 「アイアムアヒーロー誕生秘話」 - 吉本浩二（代表作：ブラックジャック創作秘話）

### アイアムアヒーロー THE NOVEL
映画化を記念して刊行されたアンソロジー小説集。カバーイラスト:花沢健吾、ブックデザイン:鈴木成一デザイン室。2016年4月発売、ISBN 978-4-09-187678-2
各話リスト
1. ｢十七最の繭」朝井リョウ
2. 「ZQN再生」中山七里
3. 「光」藤野可織
4. 「一筋の希望」下村敦史
5. 「GAME is OVER」葉真中顕
6. 「消え残る」佐藤友哉・島本理生

## デジタルコミック

### dTV配信
2016年4月1日より「dTV」にて配信された。
キャスト
- 鈴木英雄 - 野島裕史
- 黒川徹子 - 日野まり
- 早狩比呂美 - 竹尾歩美

テーマ曲
- 「夢」（作曲 - クロード・ドビュッシー）

### comipo配信
2022年10月28日より「comipo」にて配信された。
キャスト
- 鈴木英雄 - 関智一
- 黒川徹子 - 今井麻美
- 早狩比呂美 - 和氣あず未

## 映画
2016年4月23日より全国東宝系にて公開。主演は大泉洋。R15+指定。この作品を収録したDVD版とBlu-ray版もある。

### キャスト
- 鈴木英雄 - 大泉洋
- 早狩比呂美 - 有村架純
- 藪（小田つぐみ） - 長澤まさみ
- 伊浦 - 吉沢悠
- サンゴ - 岡田義徳
- てっこ（黒川徹子） - 片瀬那奈
- 中田コロリ - 片桐仁[18]
- 松尾 - マキタスポーツ
- 三谷 - 塚地武雅（ドランクドラゴン）
- アベサン - 徳井優
- 千倉 - 風間トオル
- タクシー運転手 - 村松利史
- キョウコ - 延増静美
- ナナミ - 遠藤留奈
- ウメ - 大迫一平
- ニシガミ - 渋谷謙人
- コミュニティのメンバー - 山野内扶
- カスガ - 武田裕光
- コミュニティのメンバー - 吉村謙一
- ヤギ - 萩原亮介
- オサム - 太田将熙
- サオリン - 中谷仁美
- 巨漢のZQN - おむすび
- メジロ - ピンボケたろう（ザ・パーフェクト）
- 佐田 - 高橋洋
- 加藤 - 大塚ヒロタ
- みーちゃん - 栗田恵美
- 長野克弘
- セクシーなZQN - 寺田伽藍
- スギウチタカシ
- 営業マンのZQN - 日下部千太郎
- 怖い顔のZQN - 播田美保
- 撮影者 - 眼鏡太郎
- カジ
- 末広透
- つちうち潤
- 小宮たかとし
- ZQN - カズレーザー※「カネコ」名義（メイプル超合金）
- ZQN - 安藤なつ（メイプル超合金）
- 陸上選手のZQN - Lee Yonghoon

### スタッフ
- 原作 - 花沢健吾『アイアムアヒーロー』（小学館『週刊ビッグコミックスピリッツ』）
- 監督 - 佐藤信介
- 脚本 - 野木亜紀子
- 音楽 - 佐橋俊彦
- 劇中歌・エンディング - Allie Goetz「home on the range」
- 製作 - 市川南
- 共同製作 - 寺島ヨシキ、久保雅一、中村理一郎、田中晃、岩田天植、弓矢政法、髙橋誠、千代勝美、吉川英作、都築伸一郎、板東浩二、宮本直人
- エグゼクティヴ・プロデューサー - 山内章弘
- プロデューサー - 山﨑倫明、城戸史朗
- 共同プロデューサー - 岡本順哉
- 音楽プロデューサー - 志田博英
- プロダクション統括 - 佐藤毅
- ラインプロデューサー - 竹山昌利、桜井勉
- 韓国ユニットラインプロデューサー - 鈴木勇
- 撮影監督 - 河津太郎
- 美術 - 斎藤岩男
- 特撮 - 神谷誠
- 録音 - 横野一氏工
- 編集 - 今井剛
- 助監督 - 藤江儀全
- カメラオペレーター - 田中悟
- ガファー - 中野創平
- 装飾 - 大坂和美、篠田公史
- CGディレクター - 土井淳
- アクションコーディネーター - 下村勇二
- 特殊メイク・特殊造形統括 - 藤原カクセイ
- 衣装デザイン - 宮本まさ江
- スクリプター - 田口良子
- 製作担当 - 大谷直哉
- 音楽コーディネーター - 杉田寿宏
- 配給 - 東宝
- 製作プロダクション - 東宝映画
- 製作 - 映画「アイアムアヒーロー」製作委員会（東宝、エイベックス・ピクチャーズ、小学館、電通、WOWOW、博報堂DYメディアパートナーズ、ジェイアール東日本企画、KDDI、TOKYO FM、日本出版販売、小学館集英社プロダクション、ひかりTV、GYAO）

### 製作
静岡県浜松市および韓国のアウトレットモールにおいて2014年夏に撮影が行われた。
韓国ロケ中においては発砲シーンで実銃が使用され、主演の大泉は本物の散弾銃の撃ち方や構え方をトレーナーの指示を受けながら練習していた。

### 受賞
- 第34回ブリュッセル国際ファンタスティック映画祭
  - ゴールデン・レイヴン賞
- 第48回シッチェス・カタロニア国際映画祭（2015年）[21]
  - コンペティション部門・観客賞
  - コンペティション部門・最優秀特殊効果賞
- 第36回ポルト国際映画祭（2016年）[22]
  - コンペティション部門・観客賞
  - コンペティション部門・オリエンタルエキスプレス特別賞[注 18]
- SXSW 2016（2016年） [23]
  - ミッドナイターズ部門・観客賞
- ジャパンアクションアワード2017[24][25]
  - ベストアクション作品賞 最優秀賞
- VFX-JAPANアワード 2017[26]
  - 劇場公開実写映画部門 優秀賞

## ドラマ
『アイアムアヒーロー はじまりの日』（アイアムヒーロー はじまりのひ）と題した映画版のスピンオフ作品で、長澤まさみ演じる藪（小田つぐみ）が主人公となる。2016年4月から「dTV」で配信。「アイアムアヒーロー」の前日譚で小田つぐみの看護師時代のエピソードが花沢健吾監修のもと描かれている。映像ソフトは映画版と同梱ではなく、単独でDVD化されている。
スタッフ
- 原作・監修 - 花沢健吾
- 監督 - 長江俊和
- 放映期間 - 2016年4月9日（全話）
- 放映回数 - 全5回

## リアル脱出ゲーム
2016年3月から東京水道橋にある常設スタジオ後楽園ヒミツキチオブスクラップにてSCRAP主催の体感型謎解きイベントであるリアル脱出ゲーム『ある病院からの脱出』が約5か月のロングランで開催。参加者は受付時に貸与したタブレット端末に表示される情報を頼りに様々な謎を駆使して、1時間以内に廃墟になった病院内をくまなく探索し、ZQNを銃殺（脱出）することがクリア条件。また制限時間内にクリアできなかった場合でも追加料金を支払うだけで制限時間を延長してもらえるサービスを導入している。